# Tornby Strand
Tornby Strand  er en badestrand og et sommerhusområde ved Jammerbugt mellem byerne Tornby og Hirtshals. Stranden er omkring 80 m bred og strækker sig til Kærsgård Strand i syd og til Hirtshals Strand i nord. Stranden er åben for bilkørsel. Badestranden, der har det blå flag, er i højsæsonen bemandet med livreddere fra TrygFonden Kystlivredning. Ved Tornby Strand ligger også to badehoteller og en campingplads.